# Torrijas
Torrijas ist eine spanische Gemeinde (municipio) mit 36 Einwohnern (Stand: 2024) im Südosten der Provinz Teruel in der Autonomen Gemeinschaft Aragonien. 

## Lage
Torrijas liegt knapp 39 Kilometer (Fahrtstrecke) südöstlich der Provinzhauptstadt Teruel im Bergland der Sierra de Gúdar in einer Höhe von ca. 1360 m. 

## Bevölkerungsentwicklung
| Jahr      | 1960 | 1970 | 1981 | 1991 | 2006 | 2011 | 2021 |
| Einwohner | 279  | 171  | 93   | 74   | 70   | 63   | 38   |

## Wirtschaft
Landwirtschaft und Tourismus sind die Haupteinnahmequellen des Ortes. 

## Sehenswürdigkeiten

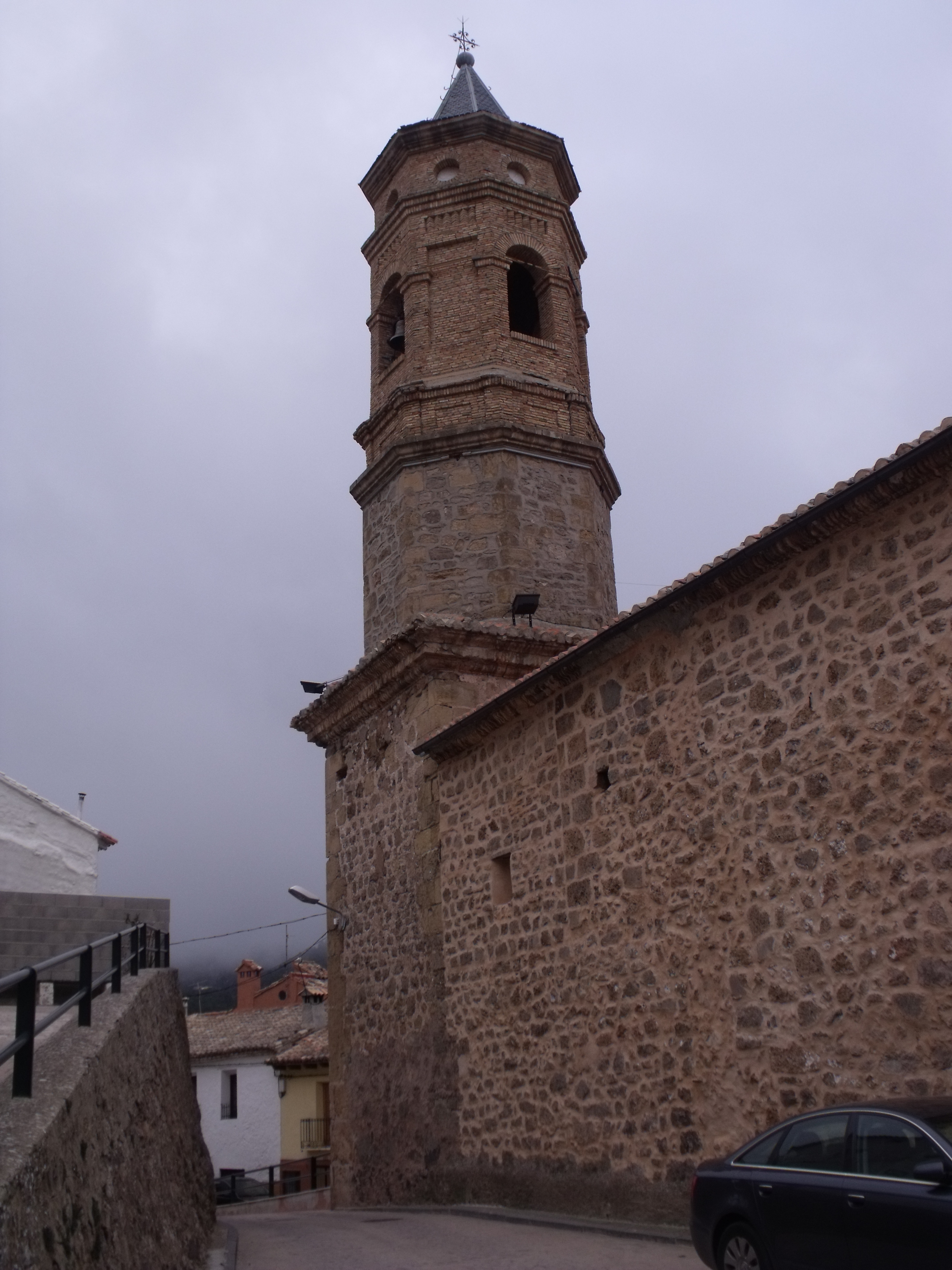
Cosmas-und-Damian-Kirche

- Cosmas-und-Damian-Kirche